# Pomme
Claire Pommet (művésznevén Pomme; Lyon, 1996. augusztus 2.) francia énekesnő, dalszövegíró, zeneszerző.

## Élete
Pomme egy Lyon-környéki kisvárosban, Caluire-et-Cuire-ben nőtt fel. 6 éves korától tanult szolfézst, 7 évesen belépett a La Cigale de Lyon nevű gyermekkórusba, 8 évesen csellózni kezdett. Édesanyja tanítónő, fuvolán játszik; édesapja ingatlanközvetítő, aki otthon Michel Polnareff, Serge Reggiani és Charles Aznavour zenéit hallgatja. Pomme autodidakta módon képezte magát a zeneszerzés területén; dalait a YouTube-on teszi közzé.
19 évesen Párizsba költözik. 2016-ban kiadja En cavale című középlemezét. 2017 szeptemberében, 21 éves korában lépett fel először a párizsi La Boule noire-ban. Ugyanebben az évben jelenik meg első nagylemeze A peu près címmel.
2017-től előénekesként szerepel Araf Avidan., Louane, Vianney és Benjamin Biolay koncertjein 2018-ban párizsi koncerttermekben (Café de la Danse, La Cigale) lép fel, majd 2019-ben a szintén párizsi Trianon színházban.
2019 novemberében jelenik meg második nagylemeze: Les failles. A lemez összes dalának szövegét ő maga írta.

## Stílusa
Dalaiban gyakran énekel szerelemről, halálról, féltékenységről; továbbá „mindennapi helyzeteket romantizál” (Le Figaro). A heteroszexuális mellett a homoszexuális szerelem is megjelenik témaként.
Fellépésein gyakran játszik gitáron és automata hárfán. Zenéjét leginkább a francia sanzon, a folk-rock és az indie pop stílusokba szokták sorolni.

## Lemezei

### Nagylemezek
- A peu près (2017
- Les failles (2019)

### Középlemezek
- En cavale (2016)
- A peu près - Session montréalaises (2018)

### Kislemezek
- Ma meilleure ennemie (2024)

## Fordítás
- Ez a szócikk részben vagy egészben  a   Pomme (chanteuse) című francia Wikipédia-szócikk ezen változatának fordításán alapul.  Az eredeti cikk szerkesztőit annak laptörténete sorolja fel. Ez a jelzés csupán a megfogalmazás eredetét és a szerzői jogokat jelzi, nem szolgál a cikkben szereplő információk forrásmegjelöléseként.